# Oxycera lyrifera
Oxycera lyrifera är en tvåvingeart som först beskrevs av Szilady 1941.  Oxycera lyrifera ingår i släktet Oxycera och familjen vapenflugor.
Artens utbredningsområde är Grekland. Inga underarter finns listade i Catalogue of Life.